# 徐継畬

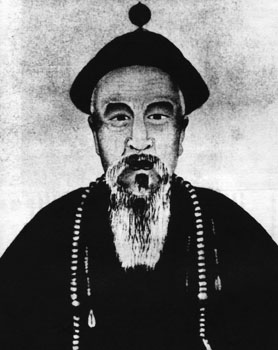
徐継畬

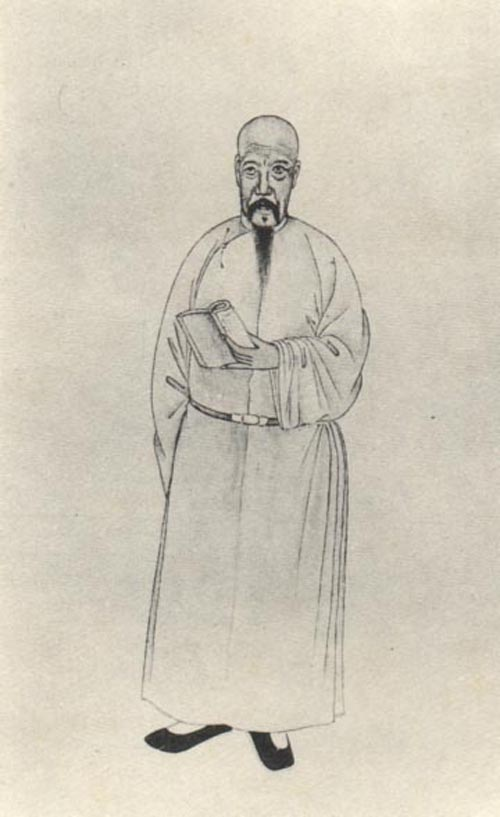
徐継畬

徐 継畬（じょ けいよ、Xú Jìyú、1795年 - 1873年）は、清末の政治家・思想家・地理学者。字は松龕。『瀛環志略』の著者として知られており、洋務運動の初期の推進者である。

## 生涯
山西省代州五台県出身。1826年、進士となり、庶吉士に任命され、4年後には翰林院編修となる。翰林院ではムジャンガのもとで働く。1836年、広西省潯州府知府となる。在任中に様々な改革案を提出し、道光帝の目に留まるようになる。そのため阿片戦争の際に福建延邵道・調署汀漳龍道に抜擢された。ここで彼は自分の目で戦いを見て、清が西洋に学ぶ必要があると確信を抱くようになった。
1842年に両広塩運使、翌年に広東按察使、さらに翌年に福建布政使となった。1846年、広西巡撫に任命されたが、閩浙総督劉韻珂が病気で辞任したため総督の職務を代行することとなった。ここで南京条約の結果開港されることとなった福州と廈門の管理を行うこととなり、外国人としばしば会うようになって、世界の情報を入手していった。
彼は軍機大臣ムジャンガの党派にいたが、1850年、咸豊帝が即位するとムジャンガは失脚する。後ろ盾を失った彼は、翌年にあまりにも外国人と親密であるとして罷免された。故郷の山西省で隠棲していたが、捻軍の乱と回民蜂起の際には団練を率いて遼州・上党・陽城などの要衝を守ったため、巡撫代理の沈桂芬に評価された。1863年、政権を握った西太后に召し出され、総理各国事務衙門大臣となって同文館の運営を担当した。1869年に引退。

## 著作

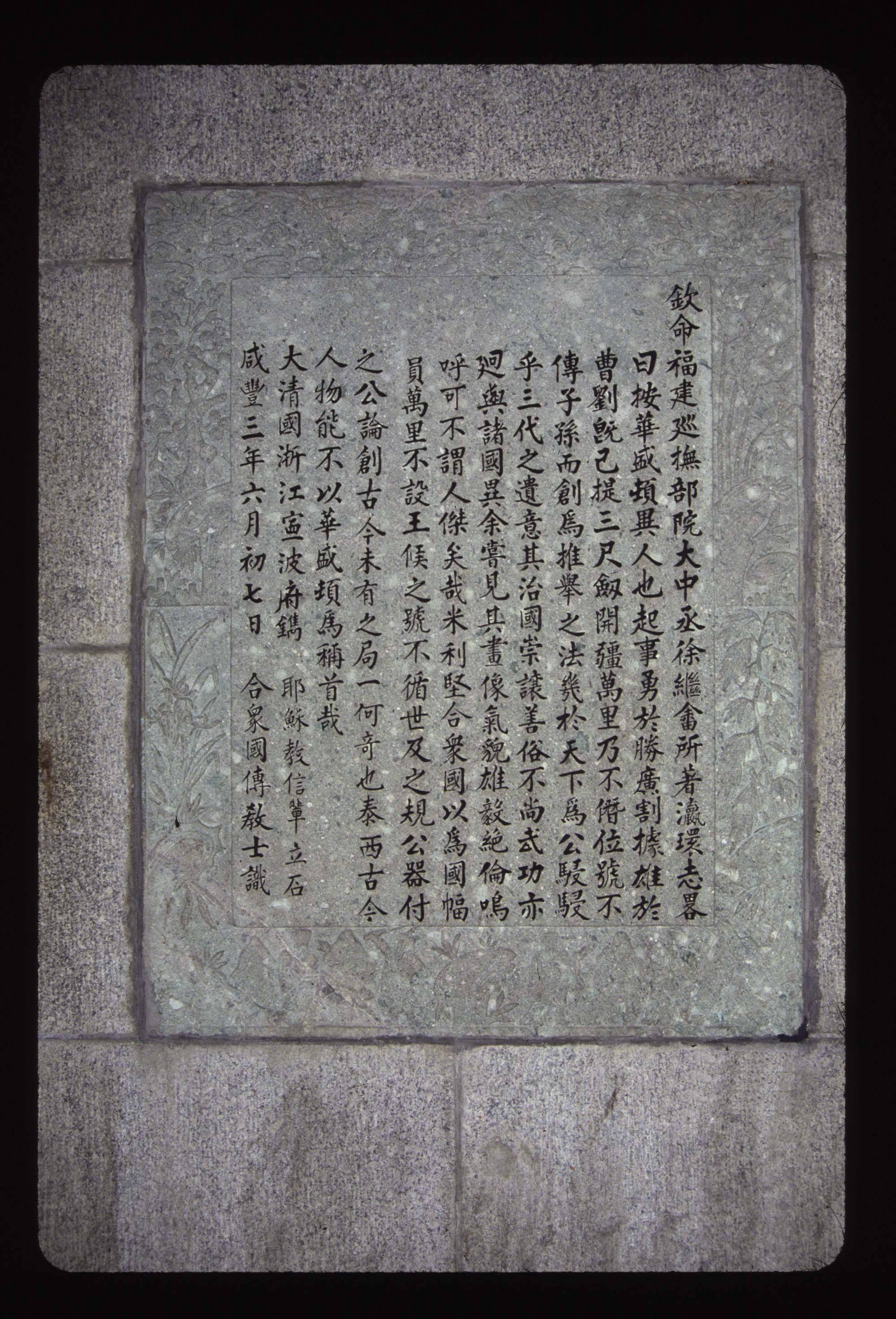
ワシントン記念塔の基部にある瀛環志略からのジョージ・ワシントン(中国語：華盛頓)大統領に関する碑文

福建省を統治していたころに、アメリカ人宣教師デヴィッド・アビール（雅裨理）、イギリス領事ラザフォード・オールコックをはじめとする西洋人と対話する機会を持った。さらに宣教師たちが中国語で書いた書物から西洋の情報を集めた。これらの情報をもとに1849年に世界地誌書である『瀛環志略』を著した。『瀛環志略』は魏源の『海国図志』より海外事情案内としての知名度は劣っているが、西洋の地理の記載はより正確であった。同書ではワシントンを陳勝・呉広の挙兵や曹操・劉備の割拠と比較して、両者に勝っているとした。さらに王位を僭称したり地位を世襲するのではなく、推挙の制度を創設したことを高く評価し、米国の制度は国政を公論に委ねるもので、古今に類例が無いと絶賛した。
1866年に再版され、日本にももたらされた。